# 真屋尚生
真屋 尚生（まや よしお、1945年5月1日 - ）は、日本の商学者。専門は、保険論・社会保障論。学位は、博士（商学）（慶應義塾大学・論文博士・1992年）。日本大学名誉教授。
岡山県出身。日本大学商学部教授、同大学院商学研究科教授、同大学本部学務部長を歴任。学部では保険論、社会保障論、大学院では保険論特殊講義、社会保障論特殊研究を担当。

## 略歴
- 1945年5月1日 - 岡山県で誕生。
- 1968年 - 慶應義塾大学商学部を卒業[1]。
- 1970年 - 慶應義塾大学大学院商学研究科修士課程を修了（商学修士）。
- 1973年 - 慶應義塾大学大学大学院商学研究科博士課程を修了[1]。
- 1974年4月 - 日本大学商学部非常勤講師（〜1975年）。
- 1975年 - 日本大学商学部専任講師、その後同大学同学部助教授となる。
- 1977年4月 - 横浜市立大学商学部非常勤講師を兼任（〜1981年）[2]。
- 1983年
  - 日本大学商学部教授となる[3]。
  - オックスフォード大学客員研究員となり留学（〜1985年）[1]。
- 1986年10月 - 専修大学経済学部非常勤講師を兼任（〜1987年）[2]。
- 1989年4月 - 慶應義塾大学商学部非常勤講師を兼任（〜1993年）[2]。
- 1991年 - 『保険理論と自由平等』を出版し、吉村賞を受賞[1]。
- 1992年 - 慶應義塾大学より商学博士の学位を取得[1]。
- 1993年6月 - 慶應義塾大学経済学部非常勤講師を兼任（〜1993年）[2]。
- 1998年 - オックスフォード大学公衆衛生学部名誉客員研究員（〜2001年）[1]。
- 2001年 - 慶應義塾大学大学院商学研究科非常勤講師を兼任（〜2004年）[2]。
- 2004年 - オックスフォード大学グリーン・カレッジ客員フェロー（〜2005年）[1]。
- 2005年 - 慶應義塾大学大学院商学研究科非常勤講師を兼任（〜2010年）[2]。
- 2006年4月 - 日本大学本部学務部長に就任（〜2008年12月）
- 2009年 - 公益財団法人年金融資福祉サービス協会理事長に就任[3]。
- 2015年
  - 4月30日 - 日本大学商学部を定年退職
  - 5月 - 日本大学商学部非常勤講師
  - 7月 - 日本大学名誉教授

## 専門
- 保険論
- 社会保障論

## 研究テーマ
- グローバルな視点からみた暮らしと福祉
- ジェンダー・ギャップ
- 社会保護

## 所属学会
- 日本保険学会
- 慶応義塾保険学会
- 日本経済学会連合
- 生活経済学会
- 金融学会
- 産業学会
- 日本協同組合学会
- 日本年金学会
- 社会政策学会
- Asian Studies Association of Australia

## 著書

### 単著
- 『保険理論と自由平等』（東洋経済新報社、1991年7月1日） - 吉村賞受賞
- 『保険の知識』（日本経済新聞出版社、1997年8月11日）
- 『学び心　遊び心-古典／名著／傑作／快作と人生／教育／社会／経済』（慶應義塾大学出版会、2008年12月）

### 編著
- 『健康と福祉-21世紀の地球と人間の安全保障』（日本大学総合科学研究所、2004年3月）
- 『地球規模の少子高齢化と社会保護政策への提言』（日本大学「少子高齢化と社会保護政策」研究会、2009年11月30日）
- 『社会保護政策論-グローバル健康福祉社会への政策提言』（慶應義塾大学出版会、2014年5月30日）

### 共著
- 『保険理論の新展開』（石田重森共著、慶応通信、1979年11月）
- 『新時代の保険-庭田範秋博士還暦記念論文集』（石田重森共編著、千倉書房、1987年10月）

### 収録
- 「社会保障の理念と構造」「民間保険」（広井良典・山崎泰彦編著）『社会保障論』（ミネルヴァ書房）
- 「現代社会と社会保障」（『社会福祉学習双書』編集委員会編）『社会保障論』（全国社会福祉協議会）

### 翻訳
- （Paul Johnson）『節約と浪費-イギリスにおける自助と互助の生活史』（慶應義塾大学出版会、1997年9月10日）